# Алаэддин-паша (визирь)
Алаэдди́н-паша́ или Алаэдди́н-бей — первый визирь Османского государства при правителях Османе I и Орхане I. По легенде отождествлялся с сыном Османа Алаэддином.

## Биография
Визирь Алаэддин-паша упоминается в вакуфнаме (документ вакуфа) Аспорчи-хатун, который Алаэддин заверил как свидетель в рамадане 723 года Хиджры (сентябрь 1323 года). В документе Алаэддин упомянут как сын Хаджи Кемаледдина. Он был первым визирем Османа и Орхана. И. Х. Узунчаршилы полагал, что Алаэддин-паша умер до 1340 года.
Ранняя османская историография создала миф, согласно которому Алаэддин-визирь и Алаэддин, сын Османа — это одно и то же лицо. Однако, по мнению И. Х. Узунчаршилы, ранние османские историки путали Алаэддина-пашу, сына Хаджи Кемаледдина, и Алаэддина-бея, младшего сына Османа. В вакуфнаме Аспорчи визирь Алаэддин упомянут как сын Хаджи Кемаледдина, поэтому он не мог быть сыном Османа.
Согласно легенде, по которой первым визирем был сын Османа, деятельность Алаеддина была связана с военной организацией. В период командования армией Алаэддин, якобы, ввел шапку из белого войлока для солдат, чтобы отличать в бою османского солдата от солдат других анатолийских княжеств, носивших красные головные уборы. Впервые Алаэддин и Чандарлы Кара Халил-паша инициировали создание постоянной пехоты у османов (Яя). Поздние авторы приписывают ему и организацию дивана, и начало чеканки османских денег. Х. Хусам аль-Дин считал, что визирь Алаэддин не имел отношения к армии и занимался лишь административной деятельностью.
Сыну Османа приписывается построение текке в квартале Кукуртли (Бурса) и двух мечетей, хотя нет уверенности, что речь об Алаэддине, сыне Османа, а не о визире Алаэддине.